# Ahvar u južnom Iraku
Ahvar (arapski: أحور), poznato i kao Iračke močvare, je vlažno područje delta rijeka Eufrata i Tigrisa u južnom Iraku u kojoj se nalaze četiri močvarna područja i tri arheološka lokaliteta mezopotamijskih gradova iz vremena vladavine Sumerana, između 4. i 3. tisućljećja prije Krista.
Ahvar je 2016. godine upisan na UNESCO-ov popis mjesta svjetske baštine u Aziji kao „jedan od najvećih kopnenih sustava ušća u krajnje vrućem i suhom okolišu”.

## Popis spomenika
| ID       | Slika | Ime                                | Pokrajina         | Koordinate                                  | Bilješke |
| -------- | ----- | ---------------------------------- | ----------------- | ------------------------------------------- | --- |
| 1481-001 |       | Močvara Huvajza (العربية)          | Majsan (porajina) | 31°20′04″N 47°23′34″E / 31.3344°N 47.3928°E | Močvare Huvajza ili Haviza čini kompleks močvara na južnoj granici Iraka i Irana koje su presudne za opstanak Središnjih i Hamarskih močvara s kojima zajedno tvori tzv. „Mezopotamijske močvare”. Napajaju ih rijeke Tigris i Kerhe (Iran), a one se prazne rijekom Al Kasarah, čineći protočni vodni sustav kako ne bi postao zatvoreno slano jezero. Ovo područje je važno kao utočište mnogih vrsta koje mogu ponovno naselti obližnja vlažna područja. |
| 1481-002 |       | Središnje Iračke močvare (العربية) | Mutanna i Di-Kar  | 31°34′12″N 47°01′53″E / 31.57°N 47.0315°E   | Središnje močvare ili Kurna močvare čini kompleks vlažnih područja koje su nekda pokrivale oko 3.000 km², ali su nakon Sadamova sloma pobunjenika 1991. god. gotovo potpuno isušene, da bi se tek nedavno počele obnavljati. |
| 1481-003 |       | Istočni Hammar                     | Basra             | 30°26′32″N 47°15′43″E / 30.4421°N 47.2619°E | Istočni dio vlažnog područja pruža se sjeveroistočno od grada Basre do rijeke Eufrat iz koje se napaja. U njegovom središtu se nalazi slano jezero Hammar koje je važno stanište za mnoge ptice. |
| 1481-004 |       | Zapadni Hammar                     | Di-Kar            | 30°30′11″N 46°24′37″E / 30.5030°N 46.4103°E | Zapadni dio vlažnog područja pruža se jugoistočno od grada Nasirije do slanog jezera Hammar. Ovo područje je nekada naseljavao narod Ma'dani, poznat i kao „Močvarni Arapi”. |
| 1481-005 |       | Arheološki grad Uruk               | Mutanna           | 31°11′34″N 45°22′53″E / 31.1927°N 45.3814°E | Uruk je bio jedan od najstarijih i najvažnijih gradova Sumera. Predstavljao je prijestolnicu Gilgameša, junaka slavnog istoimenog epa. Na svom vrhuncu, Uruk je vjerojatno imao oko 80.000 stanovnika koji su živjeli u 6 kvadratnih kilometara okruženih zidom, što ga je činilo najvećim gradom na svijetu u to vrijeme. |
| 1481-006 |       | Arheološki grad Ur                 | Di-Kar            | 30°34′29″N 46°36′40″E / 30.5747°N 46.611°E  | Ur je nekad bio obalni grad smješten nedaleko od ušća rijeke Eufrata u Perzijski zaljev, dok je danas povučen u unutrašnjost, južno od Eufrata, na njegovoj desnoj obali, 16 km od grada Nasirije i blizu staroga grada Eridua. Sam grad poznat je po hramu ziguratu, koji je i dan danas još gotovo netaknut, a koji je bio svetište božice mjeseca imenom Nanna u sumerskoj mitologiji.                                                                   |
| 1481-007 |       | Arhološki lokalitet Tell Eridu     | Di-Kar            | 30°29′28″N 45°35′40″E / 30.491°N 45.5945°E  | Eridu se smatra najstarijim gradom u južnoj Mezopotamiji, te ga neki drže i za najstarii grad na svijetu. Smješten je 12 km jugozapadno od Ura, Eridu je bio najjužniji od konglomerata sumerskih gradova koji su se organizirali oko hramova, gotovo na doseg oka jedan od drugoga. U sumerskoj mitologiji, Eridu je izvorno bio dom Enkija, za koga se držalo da je osnovao grad, kasnije na akadskom poznatom kao Ea.                                    |